# Jeff Powers
Jeff Powers (Chattanooga, 21 gennaio 1980) è un pallanuotista statunitense, vincitore di una medaglia d'argento ai giochi olimpici di Pechino 2008 e di tre medaglie d'oro ai giochi panamericani.